# Morgaro Gomis
Morgaro Lima Gomis (Le Blanc-Mesnil, 14 juli 1985) is een Senegalees voetballer (middenvelder) die sinds 2014 voor de Schotse tweedeklasser Heart of Midlothian FC uitkomt.
Gomis debuteerde op 26 juli 2014 voor Hearts FC in de thuiswedstrijd tegen Annan Athletic FC, voor de Scottish League Challenge Cup. De wedstrijd werd met 3-1 gewonnen.